# Gare de Wambrechies
La gare de Wambrechies était une gare ferroviaire française de la ligne de La Madeleine à Comines-France, située sur le territoire de la commune de Wambrechies, dans le département du Nord en région Hauts-de-France. 
C'était une halte voyageurs de la Société nationale des chemins de fer français (SNCF) desservie par des trains TER Hauts-de-France.
Elle n’est plus desservie depuis le 14 décembre 2019

## Situation ferroviaire
Établie à 21 mètres d'altitude, la gare de Wambrechies est située au point kilométrique (PK) 9,373 de la ligne de La Madeleine à Comines-France, entre les gares ouvertes de Marquette et de Quesnoy-sur-Deûle.

## Service des voyageurs

### Accueil
Il s'agit dorénavant d'un arrêt routier.

### Dessertes
Wambrechies était desservie par des trains TER Hauts-de-France qui effectuent des missions entre les gares de Lille-Flandres et de Comines-France.

### Intermodalité
Le stationnement des véhicules est possible à proximité.